# Vốn văn hóa
Trong lĩnh vực xã hội học, vốn văn hóa bao gồm các tài sản xã hội của một người (giáo dục, trí tuệ, phong cách nói, phong cách ăn mặc, v.v.) thúc đẩy sự di chuyển xã hội trong một xã hội phân tầng. Vốn văn hóa có chức năng như một mối quan hệ xã hội trong một nền kinh tế thực tiễn (hệ thống trao đổi), và bao gồm tất cả các hàng hóa vật chất và tượng trưng, không có sự phân biệt, mà xã hội coi là hiếm và đáng để tìm kiếm. Là một mối quan hệ xã hội trong một hệ thống trao đổi, vốn văn hóa bao gồm kiến thức văn hóa tích lũy, thể hiện địa vị xã hội và quyền lực.
Trong tác phẩm "Tái sản xuất văn hóa và tái sản xuất xã hội" (1977), Pierre Bourdieu và Jean-Claude Passeron đã diễn giải vốn văn hóa để giải thích một cách khái niệm sự khác biệt giữa mức độ thành tích và thành tích học tập của trẻ em trong hệ thống giáo dục của Pháp trong những năm 1960; và tiếp tục phát triển khái niệm này trong bài tiểu luận "Các hình thức vốn" (1985) và trong cuốn sách Nhà nước quý tộc: Trường học Élite trong lĩnh vực quyền lực (1996).